# Huozhou
Huozhou (chinois : 霍州市 ; pinyin : huòzhōu shì) est une ville-district de la province du Shanxi en Chine. Elle est placée sous la juridiction administrative de la ville-préfecture de Linfen.

## Démographie
La population du district était de 271 676 habitants en 1999.